# Marc Emmers
Marc Jozef Emmers (Hamont-Achel, 1966. február 25. – ) belga válogatott labdarúgó.

## Pályafutása

### Klubcsapatban
Pályafutását 1983-ban a Waterschei SV csapatában kezdte. 1987-ben a KV Mechelen igazolta le, ahol öt szezont töltött. 1988-ban csapatával megnyerte a kupagyőztesek Európa-kupáját és az UEFA-szuperkupát. 1989-ben belga bajnoki címet szerzett és megválasztották az év játékosának Belgiumban. 1992 és 1997 között az Anderlecht játékosa volt, melynek színeiben három alkalommal bajnokságot, egy-egy alkalommal pedig kupát és szuperkupát is nyert. 
1997-ben az olasz Perugia, 1998 és 1999 között a svájci AC Lugano játékosa volt. 2000-ben fejezte be a pályafutását a KFC Diest csapatában.

### A válogatottban
1988 és 1994 között 37 alkalommal szerepelt a belga válogatottban és 2 gólt szerzett. Részt vett az 1990-es és az 1994-es világbajnokságon.

## Sikerei
KV Mechelen
- Belga bajnok (1): 1988–89
- Kupagyőztesek Európa-kupája (1): 1988
- UEFA-szuperkupa (1): 1988

RSC Anderlecht
- Belga bajnok (3): 1992–93, 1993–94, 1994–95
- Belga kupa (1): 1993–94
- Belga szuperkupa (2): 1993, 1995

Egyéni
- Az év belga labdarúgója (1): 1989